# GP2X Caanoo
La Caanoo est une console portable et un lecteur multimédia open source basée sur Linux. Elle a été créée par Game Park, fabricant sud-coréen. C'est le successeur de la GP2X Wiz, et elle a été présentée au salon Electronic Entertainment Expo de 2010. Son prix est de US 150 $ (août 2010).
La Caanoo n'est pas un compétiteur direct des consoles portables comme la Nintendo DS ou la Sony PSP, mais un système open source alternatif.

## Matériel

### Spécifications
- SoC (System on a Chip) : MagicEyes Pollux VR3520F
- CPU : ARM 926EJ 533 MHz intégré sur le SoC (architecture version ARMv5TEJ)
- GPU : Matériel 3D intégré sur le SoC (OpenGL ES 1.1 support)
- Performance 3D : 133M Texel/s et 1,33M Polygon/s
- RAM principale : 128 MO DDR SDRAM 133 MHz (bande passante maximum: 533 MO/s)
- Tampon vidéo : 16 MO de la RAM principale sont réservés pour les informations vidéo/texture
- Système d'exploitation : basé sur GNU/Linux
- Mémoire flash : Aucune (128 Mo réservé au système d'exploitation)
- Connexion PC : USB 2.0 High Speed à travers le port EXT
- USB : port USB 1.1 standard
- Supports carte SD / SDHC (jusqu'à 32 GigaOctets)
- G-Sensor/Moteur de Vibration
- Stick analogique de haute précision
- Affichage : LCD de 3.5 pouces, 320×240 pixel (resistive touchscreen)
- Stéréo audio DAC: Wolfson Microelectronics WM1800
- Microphone et haut-parleurs stéréo
- Alimentation : Batterie Lithium polymère interne de 1850 mAh (approx. 5/6 heures de jeux/lecture vidéo)
- Dimensions : 146 (L) × 70 (h) × 18.5 (p) mm
- Poids : 136 g
- Wi-Fi via adaptateur (dongle USB – Vendu séparément)
- Couleurs : Noire/Bleue, Blanche

NB : le CPU intégré à Pollux supporte bien l'overclocking (jusqu'à 750 MHz le système ne devrait pas avoir de problèmes, juste une autonomie batterie plus courte).

## Jeux/Applications
La Caanoo peut exécuter beaucoup d'émulateurs comme GnGEO "SNK Neo Geo AES/MVS", Hu-Go "NEC PC-Engine", MAME4all "Arcade Coin-ops" et Picodrive "SEGA Master System / Mega Drive / Mega CD / 32X"), des jeux/applications amateurs libres, des jeux/applications flash (grâce à un logiciel additionnel), des jeux/applications java (grâce à un logiciel additionnel) et des jeux/applications commerciaux.
Pour les logiciels, voir le site officiel FunGP et le site communautaire OpenHandhelds.
Notez bien que la Caanoo n'est pas compatible avec les logiciels des précédentes consoles de GPH (comme la GP2X Wiz). Malgré tout, beaucoup de ports de jeux/émulateurs populaires existent déjà pour la Caanoo à OpenHandhelds, d'autres sont en cours de développement. Il est également possible de lancer des jeux et application GP2x/Wiz à l'aide de Ginge, qui est en quelque sorte un émulateur pour ces supports.

## Capacités Multimédia
La Caanoo est un lecteur vidéo, un lecteur audio et un lecteur de photos.

### Vidéo
- Conteneur : AVI
- Formats vidéo : DivX, XviD, MPEG4
- Formats audio : MP3, WAV
- Définition maximum : 640×480 pixels
- Taux de rafraichissement maximum : 30 images/s
- Bitrate vidéo maximum : 2500kbit/s
- Bitrate audio maximum : 384kbit/s
- Sous-titres : SMI

### Audio
- Formats audio : MP3, Ogg Vorbis, WAV
- Canaux : Stéréo
- Fréquences: 20 Hz à 20 kHz
- Puissance de sortie : ?
- Résolution/Taux échantillon : 16 bits / 8 à 48 kHz, à 8 bits /22 kHz

### Photos
- Formats supportés : JPEG, PNG, GIF, Bitmap

## Sortie TV externe
Le SoC Pollux intègre (en plus du contrôleur LCD primaire) un encodeur NTSC/PAL avec DAC interne pour générer une sortie analogique externe via signal (CVBS : 720×480 ou 720×576 pixels entrelacés, respectivement à 60/50 Hz (synchronisation verticale) et 15 kHz (synchronisation horizontale).